# Station Panki
Station Panki is een spoorwegstation in de Poolse plaats Panki.